# تاداشی کاواتا
تاداشی کاواتا (ژاپنی: 木和田 匡؛ زادهٔ ۲۹ سپتامبر ۱۹۹۶) یک بازیکن فوتبال اهل ژاپن است.
از باشگاه‌هایی که در آن بازی کرده‌است می‌توان به باشگاه فوتبال فاگیانو اوکایاما و باشگاه فوتبال ونریر هاچینوهه اشاره کرد.